# روبرت مود
روبرت مود ((بالنرويجية: Robert Mood)‏؛ مواليد 1958 في كراغرو، تلمارك) ضابط نرويجي برتبة عميد، كلفه بان كي مون بترؤس بعثة الأمم المتحدة للمراقبة في سورية لمراقبة الالتزام بوقف إطلاق النار بين الجيش النظامي والجيش الحر في سوريا، في سياق تطبيق خطة من ست نقاط أعدها كوفي عنان بصفته مبعوث الأمم المتحدة والجامعة العربية إلى دمشق.

## سيرته
- التحق بمدرسة للضباط المتطوعين عام 1979
- درس العلوم العسكرية في الأكاديمية وكلية الأركان النرويجيتين.
- حصل بين عامي 1993 و1994 على تأهيل عسكري في الكلية البحرية الأميركية.
- تدرّب في كلية الدفاع التابعة لحلف شمال الأطلسي عام 2001.
- بعد تخرجه في السلك العسكري ترقى حتى وصل إلى رتبة قائد فرقة، وعين لاحقاً رئيساً لأركان الجيش النرويجي.
- وفي عام 2005 عيّن مراقباً عاماً للجيش النرويجي بعد أن أطيح بسلفه لارس سوفلبرغ على خلفية فضيحة مالية.

## مهمات خارجية
- خدم مرتين في الوحدة العسكرية التابعة لحلف شمال الأطلسي في كوسوفو (قوة كوسوفو KFOR)، وكان قائد القوة النرويجية فيها بين 1999 و2000.
- التحق سنة 2009 بلجنة مراقبة الهدنة (UNTSO) وهي الوحدة الدولية المكلفة بمراقبة التزام اتفاقات الهدنة الموقعة عام 1949 بين إسرائيل وكلٍّ من مصر والأردن وسوريا ولبنان، وظل حتى عام 2011 قائداً لهذه الوحدة التي يقع مقرها الرئيس في القدس ولديها مكاتب في كل من مصر وسوريا.
- تولى في 1 أغسطس 2011 منصب المدير والمفتش العام لهيئة المتقاعدين العسكريين، وظل في هذا المنصب حتى تعيينه مطلع أبريل 2012 رئيساً لبعثة الأمم المتحدة للمراقبة في سورية.

## روابط خارجية
- روبرت مود على موقع IMDb (الإنجليزية)